# Barcelona Open Banco Sabadell 2018
Barcelona Open Banco Sabadell 2018, známý také pod jménem Torneo Godó 2018, byl tenisový turnaj pořádaný jako součást mužského okruhu ATP World Tour, který se odehrává v areálu Real Club de Tenis Barcelona na otevřených antukových dvorcích. Konal se mezi 23. až 29. dubnem 2018 v katalánské metropoli Barceloně jako šedesátý šestý ročník turnaje.
Turnaj s rozpočtem 2 794 220 eur patřil do kategorie ATP World Tour 500. Nejvýše nasazeným v singlové soutěži se stal první hráč světa, obhájce titulu a desetinásobný šampion Rafael Nadal ze Španělska. Jako poslední přímý účastník do hlavní singlové soutěže nastoupil srbský 91. hráč žebříčku Dušan Lajović.
Sedmdesátý sedmý singlový titul na okruhu ATP Tour vybojoval první hráč světa Rafael Nadal, jenž vyrovnal svůj týden starý rekord otevřené éry, když na jediném turnaji triumfoval pojedenácté. Dvacátým titulem v kategorii ATP World Tour 500 se dotáhl na prvního v pořadí Federera. Již v semifinále Nadal vyhrál na túře ATP jako čtvrtý tenista  400. antukový zápas. Poražený finalista Stefanos Tsitsipas postoupil jako první Řek do finále dvouhry turnaje této kvalitativní úrovně od Nicholase Kalogeropulose, který skončil jako poražený finalista v Des Moines roku 1973. Třetí společnou trofej ze čtyřhry si připsali Feliciano López a Marc López, kteří se tak na barcelonském turnaji stali prvním ryze španělským vítězným párem od roku 1997.

## Rozdělení bodů a finančních odměn

### Rozdělení bodů
| Soutěž  | vítězové | finalisté | semifinalisté | čtvrtfinalisté | 16 v kole | 32 v kole | 64 v kole | Q  | Q2 | Q1 |
| ------- | -------- | --------- | ------------- | -------------- | --------- | --------- | --------- | -- | -- | -- |
| dvouhra | 500      | 300       | 180           | 90             | 45        | 20        | 0         | 10 | 4  | 0  |
| čtyřhra | 500      | 300       | 180           | 90             | 0         | —         | —         | —  | —  | —  |

### Finanční odměny
| Soutěž                              | vítězové | finalisté | semifinalisté | čtvrtfinalisté | 16 v kole | 32 v kole | 64 v kole | Q2     | Q1     |
| ----------------------------------- | -------- | --------- | ------------- | -------------- | --------- | --------- | --------- | ------ | ------ |
| dvouhra                             | €501 700 | €245 940  | €123 780      | €62 945        | €32 690   | €17 240   | €9 310    | €2 060 | €1 050 |
| čtyřhra                             | €162 940 | €79 770   | €40 020       | €20 540        | €10 620   | —         | —         | —      | —      |
| částka ve čtyřhře je uvedena na pár |          |           |               |                |           |           |           |        |        |

## Mužská dvouhra

### Nasazení
| Stát                          | Hráč                  | ATP | Nasazení |
| ----------------------------- | --------------------- | --- | -------- |
| Španělsko                     | Rafael Nadal          | 1.  | 1.       |
| Bulharsko                     | Grigor Dimitrov       | 5.  | 2.       |
| Rakousko                      | Dominic Thiem         | 7.  | 3.       |
| Belgie                        | David Goffin          | 10. | 4.       |
| Španělsko                     | Pablo Carreño Busta   | 12. | 5.       |
| Srbsko                        | Novak Djoković        | 13  | 6.       |
| Argentina                     | Diego Schwartzman     | 15. | 7.       |
| Španělsko                     | Roberto Bautista Agut | 16. | 8.       |
| Jižní Korea                   | Čong Hjon             | 19. | 9.       |
| Španělsko                     | Albert Ramos-Viñolas  | 24. | 10.      |
| Francie                       | Adrian Mannarino      | 26. | 11.      |
| Španělsko                     | Feliciano López       | 30. | 12.      |
| Rusko                         | Andrej Rubljov        | 33. | 13.      |
| Japonsko                      | Kei Nišikori          | 36. | 14.      |
| Španělsko                     | Fernando Verdasco     | 37. | 15.      |
| Rusko                         | Karen Chačanov        | 38. | 16.      |
| Žebříček ATP k 16. dubnu 2018 |                       |     |          |

### Jiné formy účasti
Následující hráči obdrželi divokou kartu do hlavní soutěže:
- Novak Djoković
- Marcel Granollers
- Pedro Martínez
- Jaume Munar
- Tommy Robredo

Následující hráč nastoupil do hlavní soutěže pod žebříčkovou ochranou:
- Andreas Haider-Maurer

Následující hráči postoupili z kvalifikace:
- Rogério Dutra da Silva
- Bjorn Fratangelo
- Ilja Ivaška
- Martin Kližan
- Corentin Moutet
- Ricardo Ojeda Lara

Následující hráči postoupili jako tzv. šťastní poražení:
- Pablo Andújar
- Ernesto Escobedo
- Jozef Kovalík
- Alexej Vatutin

### Odhlášení
před zahájením turnaje
- Kevin Anderson → nahradil jej  Malek Džazírí
- David Ferrer → nahradil jej  Dušan Lajović
- Čong Hjon → nahradil jej  Pablo Andújar
- Philipp Kohlschreiber → nahradil jej  Alexej Vatutin
- Andrej Rubljov → nahradil jej  Ernesto Escobedo
- Fernando Verdasco → nahradil jej  Jozef Kovalík
- Horacio Zeballos → nahradil jej  João Sousa

### Skrečování
- Kei Nišikori

## Mužská čtyřhra

### Nasazení
| Stát                                                                                   | Hráč           | Stát       | Hráč         | ATP | Nasazení |
| -------------------------------------------------------------------------------------- | -------------- | ---------- | ------------ | --- | -------- |
| Polsko                                                                                 | Łukasz Kubot   | Brazílie   | Marcelo Melo | 2.  | 1.       |
| Finsko                                                                                 | Henri Kontinen | Austrálie  | John Peers   | 7.  | 2.       |
| Rakousko                                                                               | Oliver Marach  | Chorvatsko | Mate Pavić   | 11. | 3.       |
| USA                                                                                    | Bob Bryan      | USA        | Mike Bryan   | 14. | 4.       |
| Žebříček ATP k 16. dubnu 2018; číslo je součtem žebříčkového postavení obou členů páru |                |            |              |     |          |

### Jiné formy účasti
Následující páry obdržely divokou kartu do hlavní soutěže:
- Roberto Carballés Baena /  Albert Ramos-Viñolas
- Íñigo Cervantes /  David Marrero

Následující pár postoupil z kvalifikace:
- Jaume Munar /  Tommy Robredo

Následující páry postoupily jako tzv. šťastní poražení:
- James Cerretani /  Guillermo García-López
- Nicolás Jarry /  Guido Pella

### Odhlášení
před zahájením turnaje
- Mike Bryan
- Čong Hjon

v průběhu turnaje
- Mate Pavić

## Přehled finále

### Mužská dvouhra
- Rafael Nadal vs.  Stefanos Tsitsipas, 6–2, 6–1

### Mužská čtyřhra
- Feliciano López /  Marc López vs.  Ajsám Kúreší /  Jean-Julien Rojer, 7–6(7–5), 6–4